# Marynarka Wojenna Indii
Indian Navy (dewanagari: भारतीय नौ सेना, Bhāratīya Nau Senā) – indyjska marynarka wojenna, jeden z rodzajów indyjskich sił zbrojnych odpowiedzialny za prowadzenia działań bojowych na Oceanie Indyjskim. Obecnie liczy 55 tysięcy personelu, dysponuje ponad 100 okrętami, w tym lotniskowcem oraz własnym lotnictwem (Indian Naval Air Arm) liczącym ponad 200 statków powietrznych, w tym dodanymi do uzbrojenia w 2010 myśliwcami pokładowymi MiG-29K.

## Historia

Bandera 2001-2004

Bandera 1950-2001

Bandera 1937-1950

Marynarka w Indiach funkcjonowała pod różnymi nazwami od 1612 roku (na rzecz Kompanii Wschodnioindyjskiej) kolejno pod nazwami East India Company's Marine, Bombay Marine, Her Majesty's Indian Navy, Her Majesty's Indian Marine, a od 2 października 1937 do 26 stycznia 1950 jako Royal Indian Navy pod brytyjską banderą (od 15 października 1947 niezależnie od imperium brytyjskiego, a przedrostek w nazwach okrętów zmieniono z HMIS na INS). W ramach podziału dotychczasowej floty w 1947 między niepodległe Royal Indian Navy i Royal Pakistan Navy okręty rozdzielono na korzyść Indii w ilości: fregaty 2-2, slupy 4-3, korwety 3-1, trałowce 9-3, trawlery 4-2, tankowce 1-0, badawcze 1-0. W swojej niepodległej historii nadal wykorzystywała brytyjskie okręty, w późniejszym czasie produkowane na licencji. Najważniejszym okrętem kupionym w ramach uczestnictwa we Wspólnocie Brytyjskiej był lekki lotniskowiec typu Majestic przyjęty do służby 4 kwietnia 1961 pod nazwą INS „Vikrant” (R11). W dniach 18–19 grudnia 1961 marynarka brała udział w odbiciu kontrolowanych przez Portugalczyków enklaw na Półwyspie Indyjskim i w czasie krótkich walk o Goa zatopiono portugalską fregatę. Z kolei podczas wojny z Pakistanem w 1965 roku silniejsza marynarka indyjska była nieprzygotowana, kierując wcześniej najbardziej wartościowe okręty do remontu, i działała asekuracyjnie, nie przeszkadzając stronie pakistańskiej i nie wywierając wpływu na losy wojny.
Wnioski z wojny z Pakistanem oraz znaczny wzrost siły Indonezji spowodował konieczność dalszego wzmocnienia floty Indii, w tym wprowadzenia na uzbrojenie okrętów podwodnych. Ponieważ Wielka Brytania odmówiła sprzedaży nowoczesnych jednostek, Indie przeorientowały się na ZSRR jako dostawcę uzbrojenia i od drugiej połowy lat 60. zaczęły wprowadzać na uzbrojenie w dużej liczbie nowe okręty radzieckie. W ramach pierwszej partii od 1966 Indie nabyły cztery okręty podwodne projektu 641 (oznaczenie zachodnie Foxtrot), pięć małych fregat proj. 159 (Petya), dwa okręty desantowe polskiej budowy proj. 771 (Polnocny) oraz kilka patrolowców i okrętów pomocniczych. Zamówiono następnie pierwsze okręty rakietowe − osiem kutrów projektu 205 (Osa). Okręty te brały udział w wojnie z Pakistanem w 1971. Następnie większość okrętow wojennych sprowadzono z ZSRR (obecnie z Rosji) lub wyprodukowano w ramach transferu technologii. Wyjątkiem jest długa seria fregat, pochodnych brytyjskiego typu Leander, produkowanych w Indiach, używanych od 1972, kolejno sześć typu Nilgiri (modernizowanych w latach 80.), trzech typu Godavari od 1983 oraz trzech typu Brahmaputra od 2000. W planach odmłodzenia i wzmocnienia floty do 2020 marynarka powinna wzbogacić się o jeden rosyjski i do dwóch rodzimych lotniskowców, trzy indyjskie niszczyciele Kolkata (trzy 15A, planowane są też cztery 15B), dwa kolejne (łącznie sześć) rosyjskich fregat typu Talwar, siedem fregat projektu 17A (zmodernizowany projekt 17/Shivalik) oraz budowanych na francuskiej licencji sześć okrętów podwodnych typu Scorpène. Incydentem w czasie pokoju było zatonięcie w 1990 roku fregaty „Andaman”, pociągające 15 ofiar. W 1997 roku wycofano ze służby lotniskowiec INS „Vikrant”, a w marcu 2017 roku ostatecznie wycofano lotniskowiec „Viraat”. W 2013 roku po wieloletniej przebudowie w Rosji wszedł do służby lotniskowiec INS „Vikramaditya” – obecny okręt flagowy. W 2022 roku do służby wszedł pierwszy nowy lotniskowiec zbudowany w Indiach – INS „Vikrant”, lecz osiągnięcie przez niego gotowości przewidywane jest na koniec 2023 roku.
W latach 1988–1992 marynarka indyjska dzierżawiła od ZSRR dla celów badawczych pierwszy atomowy okręt podwodny („Chakra” projektu 670), następnie w 2011 roku wydzierżawiono od Rosjan na okres dziesięciu lat atomowy okręt podwodny projektu 971, noszący tę samą nazwę. W roku 2015 rozpoczęto negocjacje w sprawie dzierżawy kolejnego okrętu podwodnego o napędzie jądrowym. Jednocześnie trwa budowa pięciu rodzimych atomowych podwodnych nosicieli rakiet balistycznych (SSBN) typu Arihant, z których pierwszy rozpoczął służbę pod indyjską banderą w 2016 roku, a drugi w roku kolejnym. W 2005 roku zawarto porozumienie na zakup 6 klasycznych okrętów podwodnych typu Scorpène, lokalnie nazywanych Kalvari, a w 2015 roku poinformowano o możliwości zamówienia dodatkowych 6 okrętów.
W dniu 11 maja 2016 roku odbyła się uroczystość zakończenia eksploatacji samolotów pokładowych Sea Harrier przez lotnictwo marynarki wojennej Indii. W 2009 roku podpisano umowę na zakup 8 samolotów patrolowych Boeing P-8I Poseidon, wszystkie weszły do służby do 2015 roku. W lipcu 2016 roku podpisano umowę na zakup dodatkowych 4 samolotów patrolowe Boeing P-8I Poseidon. Mają one zastąpić Tu-142. W kwietniu 2017 roku wycofano ze służby wszystkie samoloty patrolowe Tu-142.

## Organizacja
Flota podzielona jest na trzy dowództwa, każde jest dowodzone przez flagmana w randze wiceadmirała. W dowództwach zachodnim i wschodnim działają także komodorzy floty podwodnej. Andamany i Nikobary podlegały pod zjednoczone dowództwo wszystkich rodzajów sił zbrojnych w Nowym Delhi, gdzie znajduje się też główne dowództwo marynarki, ale w 2013 archipelagi przejęła marynarka.
- Western Naval Command (WNC, dowództwo zachodnie) w Mumbaju,
  - Mumbaj – niszczyciele Kolkata, Delhi, fregaty Talwar
  - INS Vajrabahu, Mumbaj – baza okrętów podwodnych Kilo
  - INS Kadamba, Karwar (Karnataka) – INS Vikramaditya (okręt flagowy)
- Eastern Naval Command (ENC, dowództwo wschodnie) w Visakhapatnam
  - desantowiec typu Austin INS Jalashwa (okręt flagowy), niszczyciele Rajput, fregaty Talwar
  - INS Virbahu, Visakhapatnam – baza okrętów podwodnych Kilo, niszczyciele Rajput, fregaty Shivalik
  - INS Varsha – tajna baza dla atomowych okrętów podwodnych, obecnie Indie posiadają jedynie INS Chakra
- Southern Naval Command (SNC, dowództwo południowe) w Koczin
  - INS Venduruthy, Koczin
  - INS Dweeprakshak, Kavaratti
  - odpowiedzialna za szkolenie, m.in. INS Tir, patrolowce Sukanya
  - baza lotnicza INS Rajali (Arakkonam Naval Air Station) z Tu-142, Ił-38,śmigłowce
- Far Eastern Naval Command (FENC, dawniej Andaman and Nicobar Command, dowództwo archipelagu Andamarów i Nikobarów) w Port Blair
  - INS Jarawa, Port Blair – patrolowce Car Nicobar i Trinkat, desantowce Mark 3 i Północny-C/D
  - INS Kardip, Kamorta
  - INS  Baaz, Wielki Nikobar – baza lotnicza, Do 228

## Okręty

### W czynnej służbie
,
| Typ                           | Zdjęcie             | Okręty | Wejście do służby | Wyporność (t)   | Długość (m)'    |
| Lotniskowce (1)               | Lotniskowce (1)     | Lotniskowce (1) | Lotniskowce (1)   | Lotniskowce (1) | Lotniskowce (1) |
| ----------------------------- | ------------------- | --- | ----------------- | --------------- | --------------- |
| Kiev                          | INS Vikramaditya    | INS Vikramaditya (R33) | 16 listopada 2013 | 45 400          | 283,1           |
| Okręty podwodne (14)          |                     | |                   |                 |                 |
| Akula II                      | INS Chakra          | INS Chakra (S71) | 2012              | 10 500          | 111,7           |
| Arihant                       | INS Arihant         | INS Arihant (S73) INS Arighat (S74) (+2) | 2016-             | 6000            | 111             |
| Sindhughosh (Kilo)            | INS Sindhurakshak   | INS Sindhughosh (S55) INS Sindhudhvaj (S56) INS Sindhuraj (S57) INS Sindhuvir (S58) INS Sindhuratna (S59) INS Sindhukesari (S60) INS Sindhukirti (S61) INS Sindhuvijay (S62) INS Sindhushastra (S65)                                              | 1986-2000         | 3076            | 72,6            |
| Shishumar (Typ 209/1500)      |                     | INS Shishumar (S44) INS Shankush (S45) INS Shalki (S46) INS Shankul (S47) | 1986-1994         | 1850            | 64,4            |
| Niszczyciele (10)             |                     | |                   |                 |                 |
| Kolkata (Projekt 15A)         |                     | INS Kolkata (D63) INS Kochi (D64) INS Chennai (D65) | 2014-2015         | 6800            | 163             |
| Delhi (Projekt 15)            | INS Mysore          | INS Delhi (D61) INS Mysore (D60) INS Mumbai (D62) | 1997-2001         | 6200            | 163             |
| Rajput (Projekt 61ME)         | INS Ranvijay        | INS Rajput (D51) INS Rana (D52) INS Ranjit (D53) INS Ranvir (D54) INS Ranvijay (D55) | 1980-1988         | 4974            | 147             |
| Fregaty (14)                  |                     | |                   |                 |                 |
| Shivalik (Projekt 17)         | INS Satpura         | Shivalik (F47) INS Satpura (F48) INS Sahyadri (F49) | 2010-2012         | 6200            | 142,5           |
| Talwar (Projekt 11356)        | INS Talwar          | INS Talwar (F40) INS Trishul (F43) INS Tabar (F44) INS Teg (F45) INS Tarkash (F50) INS Trikand (F51) | 2003-2013         | 4035            | 124,8           |
| Brahmaputra (Projekt 16A)     | INS Brahmaputra     | INS Brahmaputra (F31) INS Betwa (F39) INS Beas (F37) | 2000-2004         | 3850            | 126,4           |
| Godavari (Projekt 16)         | INS Godavari        | INS Ganga (F22) INS Gomati (F21) | 1985-1988         | 3850            | 126,4           |
| Korwety (24)                  |                     | |                   |                 |                 |
| Kora (Typ 25A)                | INS Kulish          | INS Kora (P61) INS Kirch (P62) INS Kulish (P63) INS Karmuk (P64) | 1998-2004         | 1500            | 91,1            |
| Khukri (Typ 25)               | INS Kuthar'         | INS Khukri (P49) INS Kuthar (P46) INS Kirpan (P44) INS Khanjar (P47) | 1989-1991         | 1350            | 91,1            |
| Veer (Tarantul I)             | INS Nirbhik         | 1INS Veer (K40) INS Nirbhik (K41) INS Nipat (K42) INS Nishank (K43) INS Nirghat (K44) INS Vibhuti (K45) INS Vipul (K46) INS Vinash (K47) INS Vidyut (K48) INS Nashak (K83) INS Prabal (K92) INS Pralaya (K91)                                     | 1987-2002         | 455             | 56              |
| Abhay (Pauk II)               |                     | INS Abhay (P33) INS Ajay (P34) INS Akshay (P35) INS Agray (P36) | 1989-1991         | 589             | 57              |
| Okręty desantowe-doki (19)    |                     | |                   |                 |                 |
| Austin                        | INS Jalashwa        | INS Jalashwa (L41) | 2007              | 16 590          | 173,7           |
| Shardul                       | INS Shardul         | INS Shardul (L16) INS Kesari (L15) INS Airavat (L24) | 2007-2009         | 5665            | 120             |
| Magar                         | INS Magar           | INS Magar (L20) INS Gharial (L23) | 1987-1997         | 5665            | 120             |
| Kumbhir (Typ Polnocny-D)      | INS Kumbhir         | INS Cheetah (L18) INS Mahish (L19) INS Guldar (L21) INS Kumbhir (L22) | 1985-1986         | 1150            | 83,9            |
| Nicobar (Typ B-561)           |                     | INS Nicobar INS Andaman | 1998-2000         | 19 000          | 157             |
| Mahe (MK.8/MK.3)              |                     | L34-L39 | 1980-1987         | 90              | 24,6            |
| Mk IV                         |                     | L51-L58 |                   | 830             | ok. 63          |
| Trałowce/Niszczyciele min (8) |                     | |                   |                 |                 |
| Pondicherry (Typ 266)         | INS Kozhikode (M71) | INS Alleppey (M65) INS Ratnagiri (M66) INS Karwar (M67) INS Cannanore (M68) INS Cuddalore (M69) INS Kakinanda (M70) INS Kozhikode (M71) INS Konkan (M72)                                                                                          | 1980-1988         | 804             | 61              |
| Okręty patrolowe (33)         |                     | |                   |                 |                 |
| Saryu                         | INS Saryu           | INS Saryu (P56) INS Sunayna (P57) INS Sumedha (P 58) | 2013-             | 2215            | 105             |
| Car Nicobar                   | INS Cheriyam        | INS Tihayu (T93) INS Tillanchang (T92) INS Tarmugli (T91)INS Car Nicobar (T69) INS Chetlat (T70) INS Kora Divh (T71) INS Cheriyam (T72) INS Cankaraso (T73) INS Kondul (T74) INS Kalpeni (T75) INS Kabra (T76) INS Koswari (T77) INS Karuva (T78) | 20152009-2011     | 325             | 48,9            |
| Sukanya                       | INS Suvarna         | INS Sukanya (P50) INS Subhadra (P51) INS Suvarna (P52) INS Savitri (P53) INS Sharada (P55) INS Sujata (P56) | 1989-1993         | 1890            | 101             |
| Super Dvora Mk II             | FAC T-84            | T80-T86 | 1998-2006         | 60              | 25,4            |
| Okręty zaopatrzeniowe (11)    |                     | |                   |                 |                 |
| Deepak                        | INS Shakti          | INS Deepak (A50) INS Shakti (A57) | 2011              | 27 500          | 175             |
| Jyoti                         | INS Jyoti           | INS Jyoti (A58) | 1996              | 35 900          | 178             |
| Aditya                        | INS Aditya          | INS Aditya (A59) | 2000              | 24 612          | 172             |
| Okręty hydrograficzne (9)     |                     | |                   |                 |                 |
| Sandhyak                      | INS Darshak         | INS Sandhayak (J18) INS Nirdeshak (J19) INS Nirupak (J14) INS Investigator (J15) INS Jamuna (J16) INS Sutlej (J17) INS Darshak (J20) INS Sarvekshak (J22)                                                                                         | 1981-2002         | 1929            | 87,8            |
| Okręty badawcze (1)           |                     | |                   |                 |                 |
| Okręty szkolne (4)            |                     | |                   |                 |                 |
| Indie                         |                     | INS Tir (A86) | 1986              | 3200            | 105             |
| Żaglowce                      | INS Tarangini       | INS Varuna INS Tarangini INS Sudarshini | 1981 1997 2011    | 420 513 b/d     | 54              |
| Holowniki (16)                |                     | |                   |                 |                 |
| Okręty pomocnicze (10)        |                     | |                   |                 |                 |

### Wycofane
Lekkie lotniskowce
- Typu Majestic
  - INS „Vikrant” (R11): 1961–1997
- Typu Centaur
  - INS Viraat (R22): 1987–2017

Okręty podwodne
- Typu Charlie (projektu 670)
  - ex K-43, INS Chakra (S71): 1985-1991
- Typu Foxtrot (projektu 641), podtyp Kalvari
  - INS Kalvari (S23): 1967–1996
  - INS Khanderi (S22): 1968–1989
  - INS Karanj (S21): 1969–2003
  - INS Kursura (S20): 1969–2001 (muzeum)
- Typu Foxtrot (projektu 641), podtyp Vela
  - INS Vela (S40): 1973–2010
  - INS Vagir (S41): 1973–2001
  - INS Vagli (S42): 1974–2010
  - INS Vagsheer (S43): 1974–1997
- Typu Kilo (projektu 877EKM), podtyp Sindhughosh
  - INS Sindhurakshak (S63): 1997–2013 (zatonął[42])

Krążowniki lekkie
- Typu Leander
  - ex HMNZS Achilles (70), INS Delhi: 1948-1978

Niszczyciele eskortowe
- Typu R
  - ex HMS Rotherham (H09), INS Rajput (D141): 1949-1976
  - ex HMS Raider (H15), INS Rana (D115): 1949-1976
  - ex HMS Redoubt (H41), INS Ranjit: 1949-1979
- Typu Hunt II
  - INS Godavari (D92), ex ORP Ślązak (L26): 1953-1976
  - INS Gomati (D93), ex HMS Lamerton (L88): 1953-1975
  - INS Ganga (D94), ex HMS Chiddingfold (L31): 1953-1975

Slupy wojenne
- Typu Black Swan
  - HMIS/INS Sutlej (U95): 1941-1978
  - HMIS/INS „Jumna” (U21)(inne języki): 1941-1968
  - HMIS/INS Narbada (U95): 1943-1948 (do Pakistanu jako PNS Jhelum)
  - HMIS/INS Godavari (U95): 1943-1948 (do Pakistanu jako PNS Sind)
  - HMIS/INS Kistna (U95): 1943-1981
  - HMIS/INS Cauvery (U95): 1943-1977

Fregaty
- Typu River
  - ex HMS Bann (K256), HMIS/INS Tir (K256): 1945–1977
  - ex HMCS Kokanee (K419), HMIS Bengal (K419): 1950–?
  - ex HMCS Waskesiu (K330), HMIS Hooghly (K330): 1950–?
  - RIN używała łącznie 8 fregat River.
- Typu Blackwood (typ 14)
  - INS Khukri (F149): 1958–1971 (zatopiona przez pakistański okręt podwodny)
  - INS Kirpan (F144): 1959–1978 (do Indian Coast Guard)
  - INS Kuthar (F146): 1959–1978 (do Indian Coast Guard)
- Typu Leopard (typ 41)
  - INS Brahmaputra (F31): 1958–1986
  - INS Beas (F137): 1960–1992
  - INS Betwa (F139): 1960–1988
- Typu Nilgiri (licencyjne Leander)
  - INS Nilgiri (F33): 1972–1996
  - INS Himgiri (F34): 1974–2005
  - INS Udaygiri (F35): 1976–2007
  - INS Dunagiri (F36): 1977–2010
  - INS Taragiri (F41): 1980–2013
  - INS Vindhyagiri (F42): 1981–2012 (zatonął w 2011)
- Typu Godavari
  - INS Godavari (F20): 1983–2015

Korwety
- Typu Flower II
  - 3 okręty w RIN, ostatni zwrócono RN w 1947
- Typu Bathurst (oryginalnie jako trałowce)
  - HMIS/INS Bengal (J243): 1942–1960
  - HMIS/INS Bombay (J249): 1942–1960
  - HMIS/INS Madras (J237): 1942–1960
  - HMIS/INS Punjab (J239): 1942–1949 (do Pakistanu)
- Typu Petya III (projektu 159), podtyp Arnala[2]
  - INS Arnala (P68): 1972–1999
  - INS Androth (P69): 1972–1999
  - INS Anjadip (P73): 1972–2003
  - INS Andaman (P74): 1972–1990 (zatonął 21 sierpnia 1990)
  - INS Amini (P75): 1974–2002
  - INS Kamorta (P77): 1968–1991
  - INS Kadmatt (P78): 1968–1992
  - INS Kiltan (P79): 1969–1987
  - INS Kavaratti (P80): 1969–1986
  - INS Katchall (P81): 1969–1986
  - INS Amindivi (P83): 1974–2001

Kutry rakietowe
- Typu Osa II (projektu 205), podtyp Chamak
  - INS Prachand (K90): 1976–1999
  - INS Pralaya (K91): 1976–2001
  - INS Pratap (K92): 1976–1996
  - INS Prabal (K93): 1976–1999
  - INS Chapal (K94): 1976–2005
  - INS Chamak (K95): 1976–2005
  - INS Chatak (K96): 1977–2005
  - INS Charag (K97): 1977–1996

Trałowce
- Typu Bangor
  - HMCarnaticIS Baluchistan (J182): 1942–1947 (do Pakistanu)
  - HMIS/INS Carnatic (J199): 1942–1949
  - HMIS/INS Kathiawar (J155): 1942–1948
  - HMIS/INS Khyber (J190): 1942–1949
  - HMIS/INS Kumaon (J164): 1942–1949
  - HMIS/INS Rohilkand (J180): 1943–1963
  - HMIS/INS Bihar (J247): 1944–1949
  - HMIS/INS Malwa (J55): 1945–1948 (do Pakistanu jako PNS Peshawar)
  - HMIS/INS Orissa (J200): 1942–1949
  - HMIS/INS Oudh (J245): 1943–1948 (do Pakistanu jako PNS Dacca)
  - HMIS/INS Rajputana (J197): 1942–1961
- Typu Mahé
  - INS Mahé (M83): 1983–2006
  - INS Malvan (M84): 1983–2003
  - INS Mangrol (M85): 1983–2004
  - INS Malpe (M86): 1984–2006
  - INS Mulki (M87): 1984–?
  - INS Magdala (M88): 1984–2002
- Typu Pondicherry
  - INS Pondicherry (M61): 1978–2007
  - INS Porbandar (M62): 1978–2007
  - INS Bedi (M63): 1979–2009
  - INS Bhavnagar (M64): 1979–2009
  - INS Ratnagiri (M66) : 1980–2012

Desantowe
- Typ Północny-A (projekt 771)
  - INS Gharial: 1966–?
  - INS Guldar: 1966–?
- Typ Północny-C (projekt 773I), podtyp Ghorpad[43]
  - INS Ghorpad (L14): 1974–2008
  - INS Kesari (L15): 1975–1999
  - INS Shardul (L16): 1975–1997
  - INS Sharabh (L17): 1976–2011

Patrolowe
- Typu Sukanya
  - INS Sarayu (P54): 1991–2000 (sprzedany Sri Lance)

Inne
- HMIS Investigator: 1934–1951 (badawczy)
- ex SS Empire Bairn, INS Chilka: 1948–1976  (tankowiec)
- INS Darshak: 1964–1990 (badawczy)
- INS Amba (A54): 1968–2006 (Tender okrętów podwodnych)
- INS Nistar (Okręt ratowniczy okrętów podwodnych)

## Lotnictwo marynarki
| Samolot                          | Producent         | Typ                      | Wersja                           | Liczba | Uwagi |
| -------------------------------- | ----------------- | ------------------------ | -------------------------------- | ------ | --- |
| MiG-29                           | Rosja             | myśliwiec pokładowy      | MiG-29KMiG-29KUB                 | 378    | |
| Boeing P-8 Neptun                | Stany Zjednoczone | morski samolot patrolowy | P-8I                             | 8      | |
| Ił-38                            | Rosja             | morski samolot patrolowy | Ił-38SD                          | 5      | |
| Dornier Do 228                   | Niemcy Indie      | transportowy             | Do 228-101Do 228-201             | 119    | |
| HAL Dhruv                        | Indie             | śmigłowiec użytkowy      |                                  | 8      | |
| Westland Sea King                | Wielka Brytania   | śmigłowiec pokładowy     | Sea King 42B ZOPSea King 42C SAR | 135    | |
| Sikorsky SH-3 Sea King           | Stany Zjednoczone | ZOP                      | UH-3H                            | 6      | |
| Aérospatiale SA 316 Alouette III | Indie             | śmigłowiec użytkowy      | SA 316BSA 319                    | 3025   | |
| Ka-25                            | Rosja             | śmigłowiec pokładowy     |                                  | 3      | |
| Ka-28                            | Rosja             | ZOP                      |                                  | 10     | W sierpniu 2016 roku Ministerstwo obrony Indii poinformowało o modernizacji 10 śmigłowców Ka-28 (eksportowe oznaczenie Ka-27) przeznaczonych do zwalczania okrętów podwodnych, zakupionych w latach 1980. |
| Ka-31 Helix-B                    | Rosja             | wczesnego ostrzegania    |                                  | 14     | W 2015 roku zakłady KumAPP dostarczyły Indiom dwa pierwsze wyremontowane śmigłowce Ka-31. |
| HAL HJT-16 Kiran                 | Indie             | szkolny                  | Mk.II                            | 8      | |
| HAL HPT-32 Deepa                 | Indie             | szkolny                  |                                  | 8      | |
| IAI Heron                        | Izrael            | BSL                      |                                  | 12     | |
| IAI Searcher                     | Izrael            | BSL                      | Mk.II                            | 18     | |